# Петер-Хансен, Кира Мари
Кира Мари Петер-Хансен (дат. Kira Marie Peter-Hansen; родилась 23 февраля 1998 года) — датская политическая деятельница. На выборах 2019 и 2024 года избрана депутатом Европейского парламента от Социалистической народной партии (входит в группу «Зелёные — Европейский свободный альянс»). На европейских выборах 2024 года возглавляла список партии, которая в итоге показала свой лучший электоральный результат в истории — 17,4 % (сама Петер-Хансен также получила самый высокий личный показатель среди всех кандидатов на этих выборах — 178 438 голосов). Кроме того, избранная в 21-летнем возрасте Петер-Хансен была самой молодой из депутатов Европарламента всех созывов.

## Ранние годы
Кира Мари Петер-Хансен родилась 23 февраля 1998 года в Фредериксберге в столичном регионе Ховедстаден. Она выросла в Верлёсе (муниципалитет Фуресё). До своей политической карьеры Кира Мари работала баристой.
Петер-Хансен присоединилась к молодёжному крылу Социалистической народной партии (Молодёжи СНП) в 2015 году. Петер-Хансен является финансовым директором организации. СНП, чьё название с 2022 года переводится на английский как «Зелёные левые», является левой социалистической партией, поддерживающей зелёную политику. Уже в 19 лет Петер-Хансен руководитела успешной избирательной кампанией Астрид Аллер на местных выборах 2017 года в Копенгагене.

## Европейский парламент
Датский политик Карстен Хёнге баллотировался на выборах в Европейский парламент 2019 года в качестве второго кандидата в списке Социалистической народной партии и был избран одним из двух её депутатов Европарламента (второй стала Маргрете Аукен). Однако он решил не занимать евродепутатское место, чтобы баллотироваться на переизбрание на парламентских выборах в Дании в 2019 году.
Поскольку Петер-Хансен получила третьей наибольшее количество голосов среди всех партийных кандидатов, она заняла кресло депутата Европарламента вместо него. Таким образом, в возрасте 21 года, 3 месяцев и 3 дней она стала самым молодым членом Европарламента в истории. Ранее этот рекорд принадлежал Ильке Шредер, бывшей на месяц старше, когда её избрали депутатом Европарламента от немецкого Союза 90/Зелёных на выборах в Европейский парламент в 1999 году. Чтобы сосредоточиться на своей политической деятельности, Петер-Хансен оставила курс экономики в Копенгагенском университете.
В Европейском парламенте Петер-Хансен входит в Комитет по занятости и социальным вопросам, в котором выполняет функции координатора фракции «Зелёных», а также является заместителем члена Комитета по экономическим и валютным вопросам. В 2020 году она также вошла в состав Подкомитета по налоговым вопросам.
Помимо работы в комитетах, Петер-Хансен входит в состав парламентской делегации по связям с Индией. Она также является членом Интергруппы Европейского парламента по правам ЛГБТ и Интергруппы Европейского парламента по профсоюзам.

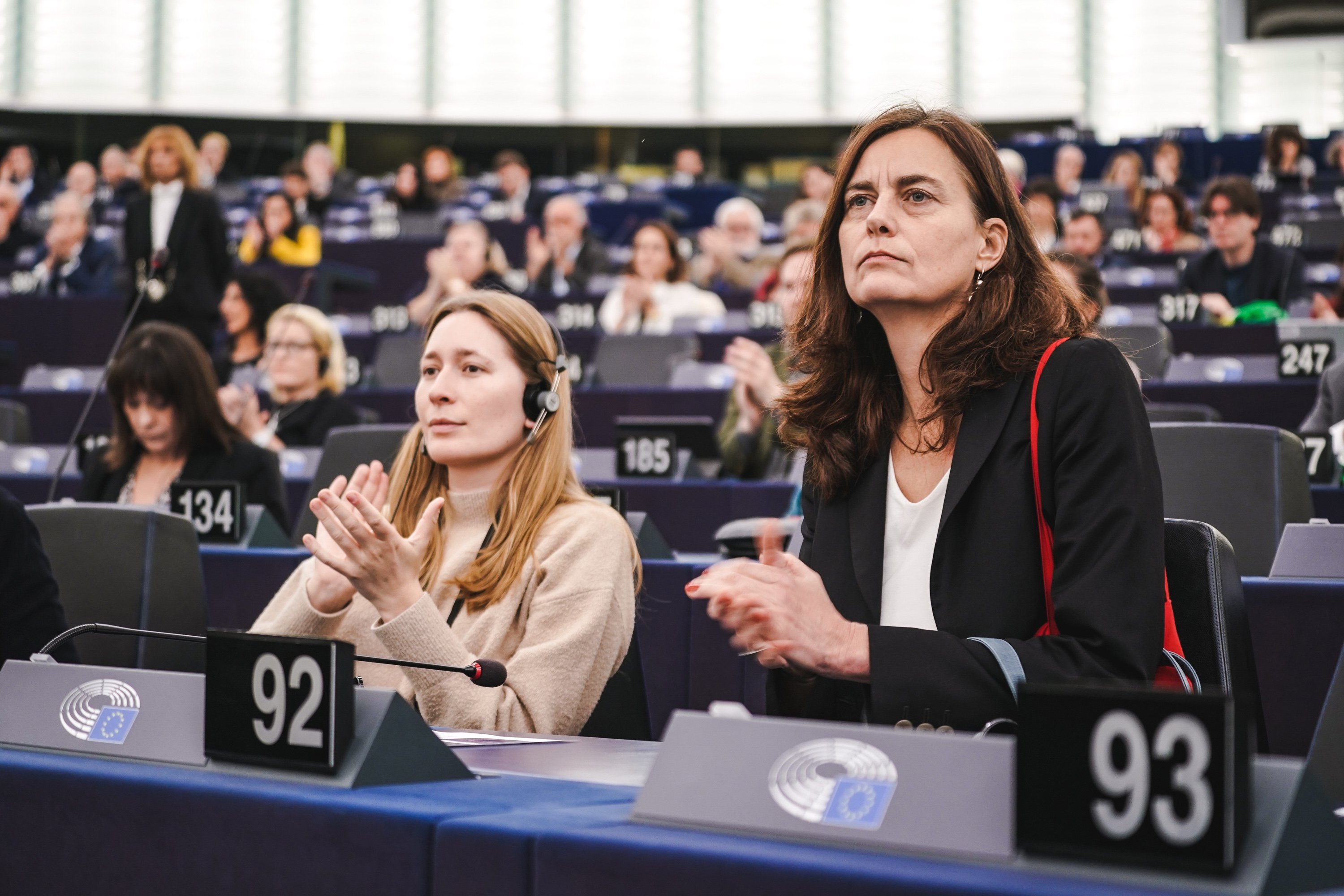
Петер-Хансен с коллегой Александрой Геезе (от немецких зелёных) на церемонии в Европарламенте

С 2021 года Петер-Хансен занимает пост заместителя председателя группы Европарламента «Зелёные — Европейский свободный альянс» под руководством сопредседателей Ска Келлер и Филиппа Ламбертса.
В сентябре 2022 года Петер-Хансен была удостоена награды «Выбор народа: лучший молодой лидер» на ежегодной церемонии вручения наград MEP Awards журнала The Parliament Magazine. В марте 2024 года она стала одним из двадцати членов Европарламента, получивших награду «Восходящая звезда» на церемонии вручения наград MEP Awards.

## Политические позиции
Петер-Хансен назвала своими основными приоритетами в Европарламенте как продвижение политики, благоприятной для окружающей среды, и пересмотр Единой сельскохозяйственной политики. Петер-Хансен также заинтересована в поддержке прав ЛГБТ и трудовых прав.